# Histoire du Cher

Carte du Cher (1790)

Le département du Cher a été créé à la Révolution française, le 4 mars 1790 en application de la loi du 22 décembre 1789, à partir d'une partie de la province du Berry, du Bourbonnais et du Nivernais (vallée de l'Aubois).

## Préhistoire
La présence humaine apparaît sur le territoire du Cher dès le début de la Préhistoire (industrie de type oldowayen de Lunery-Rosières il y a 1,15 million d'années, et à Brinay).
Ainsi, par le biais de prospections archéologiques, des structures d'habitats attribués pour la période du Néolithique « moyen » ont été signalés au sein des couches stratigraphiques supérieures du hameau d'Arrondes, sur la commune d'Orval. Ces vestiges, de forme circulaire, possèdent un fossé entouré de poteaux. Ils ont été exhumés au cœur d'une terrasse fluviatile du Cher et qui surplombe la cité d'Orval.

## Moyen-Âge
L'abbaye de Noirlac est construite en 1150 dans le Cher, par douze moines venus de l'Abbaye de Clairvaux.

## De 1914 à nos jours

### Réfugiés espagnols
Dans la deuxième partie des années 1930, le département est une destination des réfugiés espagnols fuyant la guerre civile espagnole. Les arrivées augmentent d’année en année : 120 en 1936, 965 en 1937, 162 en 1938. À partir des décrets de Daladier sur le regroupement des étrangers « indésirables » (mai 1938), ils sont assignés à résidence. Les 162 Espagnols encore présents dans le Cher sont regroupés dans deux biens de l’État transformés en camps d’internement : les anciens haras de remonte de l’armée française à Châteaufer (commune de Bruère-Allichamps), et l’abbaye de Noirlac à Saint-Amand-Montrond. Début 1939, ils sont encore 55.
Mais c’est surtout au moment de l'effondrement de la république espagnole, qui provoque la Retirada, que les arrivées de réfugiés sont importantes. Entre le 30 janvier et le 9 février 1939, 3 002 réfugiés espagnols fuyant devant les troupes de Franco, arrivent dans le Cher,. Ils sont acheminés en quatre convois à la gare de Bourges. Six centres de regroupement sont ouverts en plus de ceux de Noirlac et Châteaufer, déjà cités, :
- le château de la Brosse à Farges-Allichamps, colonie de vacances de Colombes ;
- la tuilerie désaffectée de La Guerche-sur-l'Aubois ;
- un atelier de l’usine du carrossier Rétif à Sancoins ;
- une maison de la mairie de Sancerre ;
- le château de Vouzeron, colonie de vacances des métallos CGT de la région parisienne ;
- le château des Trois-Brioux à Charentonnay, colonie de vacances de la commune de Vierzon.

Les trois structures principales sont les camps de Noirlac, Châteaufer et du château de la Brosse, qui hébergent 1 400 réfugiés en avril.
Mais cela se révèle insuffisant : on met aussi à contribution 60 communes qui ouvrent des centres d’accueil ruraux, granges, halles, maisons inhabitées et insalubres... À Châteaufer, les dortoirs sont aménagés dans les écuries, dont certaines sont dépourvues de portes. À Sancoins, l’atelier Rétif qui est utilisé abritait une foire au bétail fin janvier.
Les réfugiés sont essentiellement des femmes et des enfants, les hommes sont retenus dans les camps du Midi. Ils sont soumis à une quarantaine stricte, du fait des risques d’épidémie. Des hôpitaux de fortune sont aménagés dans les camps : 70 lits à Noirlac, 40 à Châteaufer, et encore 40 dans les autres centres. Le courrier est limité, le ravitaillement, s'il est peu varié et cuisiné à la française, est cependant assuré. Au printemps et à l'été, les réfugiés des centres ruraux sont regroupés au camp de Châteaufer. Malgré les facilités offertes à ceux qui veulent rentrer en Espagne (et les incitations), ils sont encore 912 en décembre 1939 et 600 en février 1940. Certains enfants ont été déplacés à la Maison familiale pour enfants de Bourges, évacuée devant la menace de bombardements à Neuvy-sur-Barangeon jusqu’en 1945.
Des compagnies de travailleurs étrangers, recrutées parmi les Espagnols du département, ceux des camps du Midi, et également parmi les autres étrangers sans emploi, sont formées et dirigées vers les usines intéressant la Défense nationale :
- les 180e et 196e CTE aux établissements d’expériences techniques de Bourges ;
- la 114e CTE à Dun-sur-Auron pour le bénéfice du ministère de l’Air ;
- ainsi que la 19e CTE.

La fermeture de Châteaufer est prévue pour le 10 mars 1940, puis repoussée au 1er juin. Les Espagnols sont alors pris dans l’exode provoqué par la débâcle de l’armée française.

### Seconde Guerre mondiale
Après l’armistice du 22 juin 1940, Bourges, Vierzon, La Guerche sont en zone occupée, Saint-Just est coupée en deux par la ligne de démarcation.
Le régime de Vichy remplace les CTE par le 147e groupement de travailleurs étrangers, à Cosne-d'Allier puis à Saint-Germain-des-Bois (hameau de Baranthaume), pour des travaux de forestage et la carbonisation du bois, de décembre 1940 à fin 1943. Ensuite, les travailleurs sont progressivement requis par l’organisation Todt.
Les juifs du départements sont recensés à partir de l’été 1941, mais ce comptage est rapidement suspendu faute de fiches en nombre suffisant. À l’automne, il semble qu’il y ait 519 juifs en zone non occupée, dont 175 à Saint-Amand-Montrond, les autres se répartissant entre le Châtelet, Châteaumeillant, Graçay, Sancoins, Ids-Saint-Roch et Saulzais-le-Potier. Une grande rafle a lieu à l’été 1942 : les juifs arrêtés sont dirigés vers les camps de Douadic (Indre) et Nexon (Haute-Vienne) avant leur déportation.
En juin 1944, Saint-Amand-Montrond est pris par les FFI, mais la ville est rapidement encerclée par la Wehrmacht. Les maquisards fuient en Creuse, emmenant avec eux des otages : 13 miliciens et 6 femmes de miliciens. Les six femmes sont échangées contre 60 prisonniers saint-amandois, mais les maquisards fusillent les miliciens le 20 juillet. Aussitôt, en représailles, la Milice de Saint-Amand arrête 76 juifs, dont 10 enfants. Elle en garde 70 en prison, dont 36 sont extraits progressivement et jetés vivants dans les puits de Guerry à Savigny-en-Septaine.
La mémoire des camps d’internement des réfugiés espagnols se transmet : à Noirlac, une table ronde sur le sujet a eu lieu en novembre 2012, et des rencontres annuelles commémorent ces évènements depuis 2010 à Châteaufer et Noirlac.